# Brandon Williams (football)
Pour les articles homonymes, voir Brandon Williams et Williams.
Brandon Williams, né le 3 septembre 2000 à Manchester en Angleterre, est un footballeur anglais qui évolue au poste d'arrière gauche.

## Biographie

### Manchester United
Natif de Manchester en Angleterre, Brandon Williams est formé à Manchester United. En mars 2019, il est inclus dans le groupe de l'équipe première qui doit affronter le Paris Saint-Germain en Ligue des champions, mais il ne figure finalement pas sur la feuille de match. 
Il fait sa première apparition en professionnel le 25 septembre 2019, à l'occasion d'une rencontre de Coupe de la Ligue anglaise face à Rochdale. Les deux équipes se neutralisent dans le temps réglementaire (1-1) avant de se départager aux tirs au but, séance durant laquelle Manchester sort vainqueur (5-3). Le 3 octobre 2019, Williams est pour la première fois titularisé avec l'équipe première de Manchester, et joue également son premier match de coupe d'Europe, lors d'une rencontre de Ligue Europa face à l'AZ Alkmaar (0-0). Le 17 octobre de la même année, Williams prolonge son contrat avec Manchester United, le liant avec le club jusqu'en juin 2022. Le 24 novembre 2019, Williams inscrit son premier but en professionnel lors d'un match de championnat contre Sheffield United (3-3),.
Le 4 août 2020, il prolonge son contrat avec Manchester United jusqu'en 2024.
Le 23 août 2021, il est prêté pour une saison à Norwich City,, qui vient d'être promu en première division. Il fait sa première apparition avec les Canaries le jour suivant, en étant titularisé lors d'un match de coupe de la Ligue anglaise contre l'AFC Bournemouth (victoire 6-0 pour Norwich).
Pour la saison 2023-2024 après avoir effectuer la préparation avec Manchester United le 24 août 2023 Williams est prêté à Ipswich Town pour la saison. En juin 2024, Williams quitte Manchester United à la fin de son contrat, après 16 ans passé au club.

### Carrière en équipe nationale
Le 5 septembre 2019, Brandon Williams reçoit sa première sélection avec l'équipe d'Angleterre des moins de 20 ans, lors d'un match amical contre les Pays-Bas (score : 0-0). Quatre jours plus tard, il enregistre sa première victoire en sélection contre la Suisse (0-1).

## Statistiques
| Saison                | Club                  | Championnat           | Championnat | Championnat | Championnat | Coupe nationale | Coupe nationale | Coupe nationale | Coupe de la Ligue | Coupe de la Ligue | Coupe de la Ligue | Compétition(s) continentale(s) | Compétition(s) continentale(s) | Compétition(s) continentale(s) | Compétition(s) continentale(s) | Total | Total | Total |
| Saison                | Club                  | Division              | M.          | B.          | P.d.        | M.              | B.              | P.d.            | M.                | B.                | P.d.              | Comp.                          | M.                             | B.                             | P.d.                           | M.    | B.    | P.d.  |
| 2019-2020             | Manchester United     | Premier League        | 17          | 1           | 0           | 6               | 0               | 0               | 5                 | 0                 | 0                 | C3                             | 8                              | 0                              | 0                              | 36    | 1     | 0     |
| 2020-2021             | Manchester United     | Premier League        | 4           | 0           | 0           | 2               | 0               | 0               | 2                 | 0                 | 0                 | C1+C3                          | 2+4                            | 0+0                            | 0+0                            | 14    | 0     | 0     |
| 2022-2023             | Manchester United     | Premier League        | -           | -           | -           | -               | -               | -               | 1                 | 0                 | 0                 | -                              | -                              | -                              | -                              | 1     | 0     | 0     |
| Sous-total            | Sous-total            | Sous-total            | 21          | 1           | 0           | 8               | 0               | 0               | 8                 | 0                 | 0                 | -                              | 14                             | 0                              | 0                              | 51    | 1     | 0     |
| 2021-2022             | Norwich City (prêt)   | Premier League        | 26          | 0           | 1           | 2               | 0               | 0               | 1                 | 0                 | 0                 | -                              | -                              | -                              | -                              | 29    | 0     | 1     |
| 2023-2024             | Ipswich Town (prêt)   | Championship          | 15          | 2           | 0           | -               | -               | -               | 2                 | 0                 | 0                 | -                              | -                              | -                              | -                              | 17    | 2     | 0     |
| Total sur la carrière | Total sur la carrière | Total sur la carrière | 62          | 3           | 1           | 10              | 0               | 0               | 11                | 0                 | 0                 | -                              | 14                             | 0                              | 0                              | 97    | 3     | 1     |

## Palmarès

### En club
- Manchester United
  - Vice-champion d'Angleterre en 2021.
  - Finaliste de la Ligue Europa en 2021.

- Ipswich Town
  - Vice-champion d'Angleterre de deuxième division en 2024.